# San Michele in Bosco
San Michele in Bosco est un complexe religieux à Bologne, en Italie, qui comprend l’église du même nom et un monastère olivétain. Les bâtiments du monastère ont été acquis en 1955 par la municipalité de Bologne pour abriter un centre orthopédique, l’Institut orthopédique Rizzoli (Istituto Ortopedico Rizzoli en italien).

## Histoire
Situé sur une colline non loin du centre historique de la ville, le centre religieux abrite des structures monastiques à partir du IVe siècle. Comme la plupart des sanctuaires sur des sites éloignés ou au sommet des montagnes, il est dédié à l’archange Michel. Selon la tradition, la communauté cénobitique a été dispersée par les Goths au début du Ve siècle. Le monastère est à nouveau détruit par les invasions hongroises de 906. En 1107, il commence à héberger des moines augustins, et il est mentionné dans des documents de 1120 et 1204.
Entre 1348 et 1359, l’effet combiné de la peste et de l’occupation de la ville par les Visconti vide le monastère de ses habitants, et le site devient souvent une forteresse défendant la ville. Les moines olivétains jouent peut-être un rôle dans le monastère au milieu du XIVe siècle. Dans les années 1540, il est partiellement occupé par les armées espagnoles du Saint-Empire romain. Ce n'est qu'après près de deux siècles de négligence, qu’en 1564, le légat du pape, le cardinal Androvino della Rocca, consigne officiellement le monastère à l'ordre de Monte Oliveto. Au cours des deux siècles suivants, le monastère prospère comme hôte d'un certain nombre d'écoles d’apprentissage et de musique.
Après la destruction de l’église en 1430, elle est reconstruite à différentes périodes, et principalement terminée en 1523. L'église a une façade de style Renaissance conçue par Biagio Rossetti et son atelier. Le portail en marbre de 1521 est conçu par Baldassarre Peruzzi et sculpté par Giacomo da Ferrara et Bernardino da Lugano. L'intérieur a une nef avec quatre chapelles latérales et un presbytère.
Le couvent est achevé à la fin du XVIe siècle. Il a un cloître octogonal, décoré de fresques avec les vies de Saint Benoît et les protomartyrs Cécile, Tiburce et Valérien, entrecoupées d’atlantes monochromes, par Lodovico Carracci et son atelier. Des œuvres, réalisées à l’huile sur plâtre, ne restent aujourd'hui que des fragments. Les œuvres ont cependant fait l’objet de gravures par Giacomo Maria Giovannini,,.
Le grand complexe est exproprié en 1797 lors de l’occupation napoléonienne. Les moines sont expulsés et la structure est utilisée comme caserne. En 1804, elle est utilisée comme prison pour les condamnés à la réclusion à perpétuité. En 1838, des frères franciscains arrivent sur le site.

## Institut orthopédique
L'Institut orthopédique Rizzoli est créé avec un legs du chirurgien orthopédiste Francesco Rizzoli en 1880. Avec cet hôpital, Rizzoli veut à la fois faire avancer la science et soulager la souffrance de l’humanité. L’institut est inauguré par le roi Umberto I le 28 juin 1896, et est considéré pendant le siècle d’après comme l’un des meilleurs hôpitaux orthopédiques au monde.

Photographies par Paolo Monti.
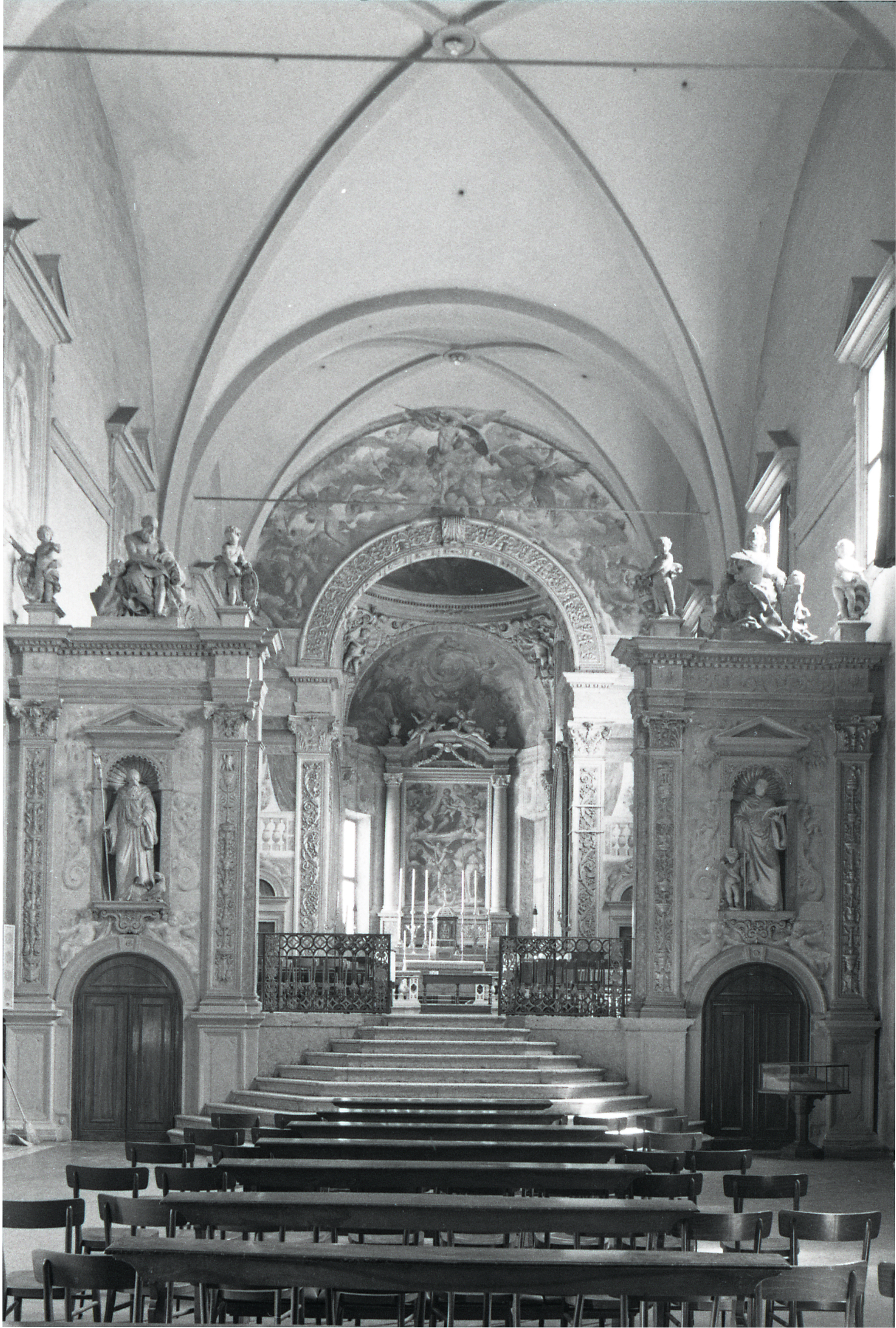
Intérieur de l’Église en 1973.
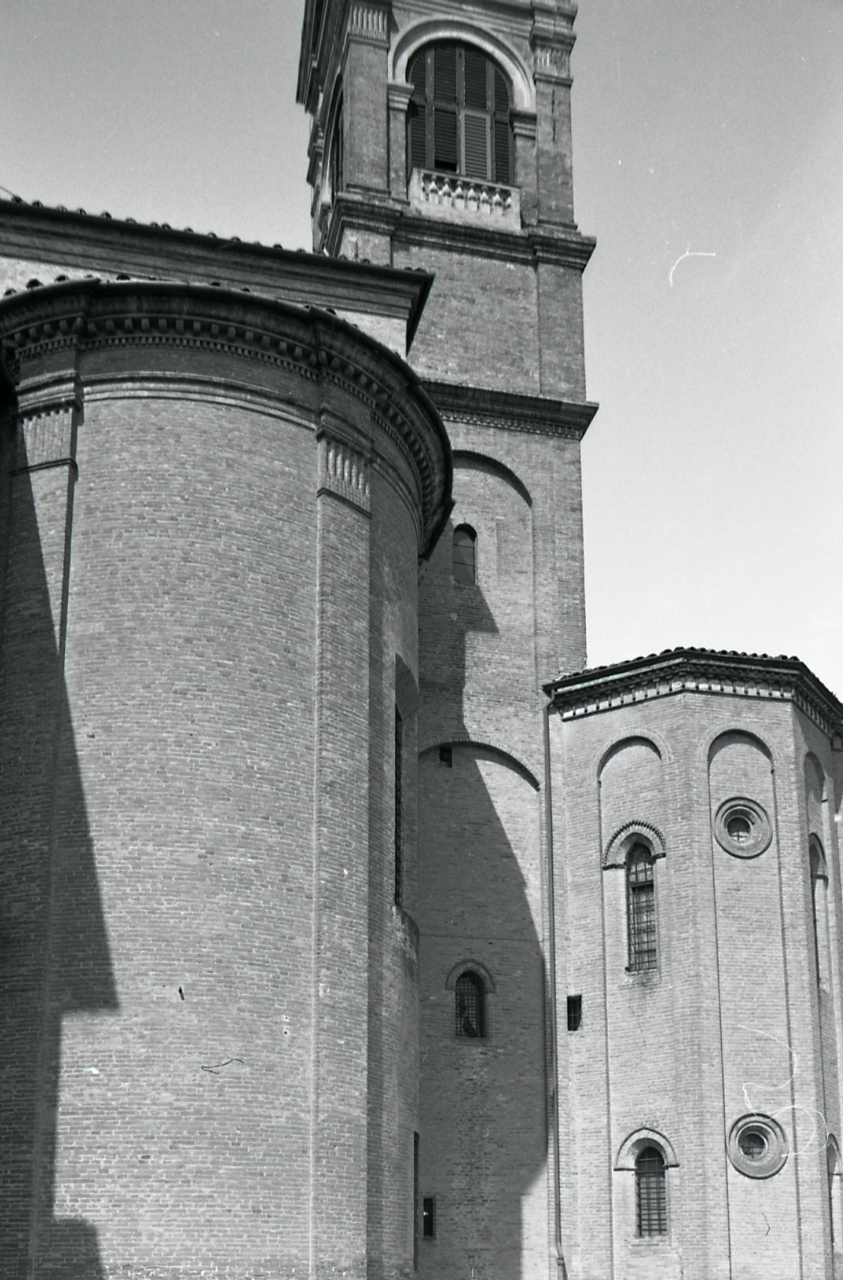
Détail de l'arrière de l'église en 1973.
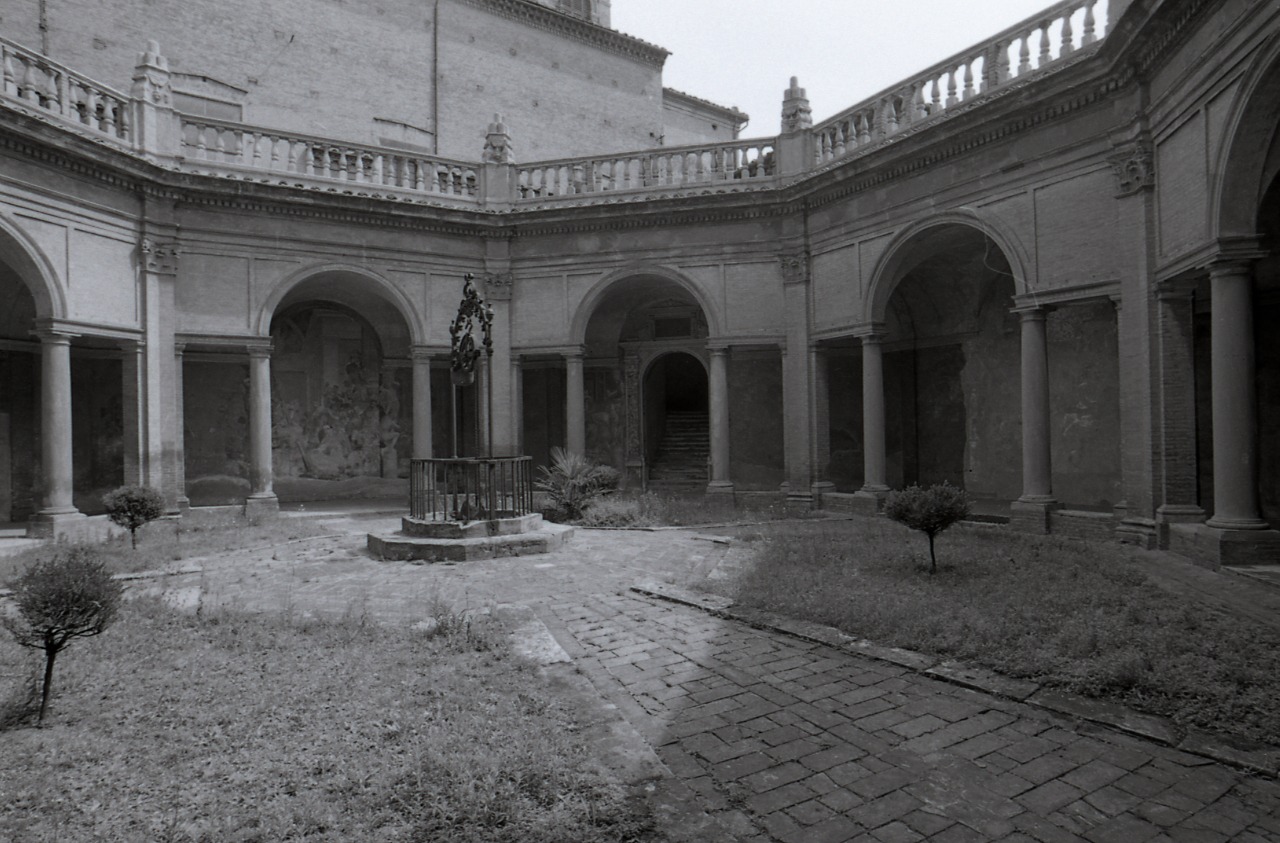
Le cloître octogonal en 1971.
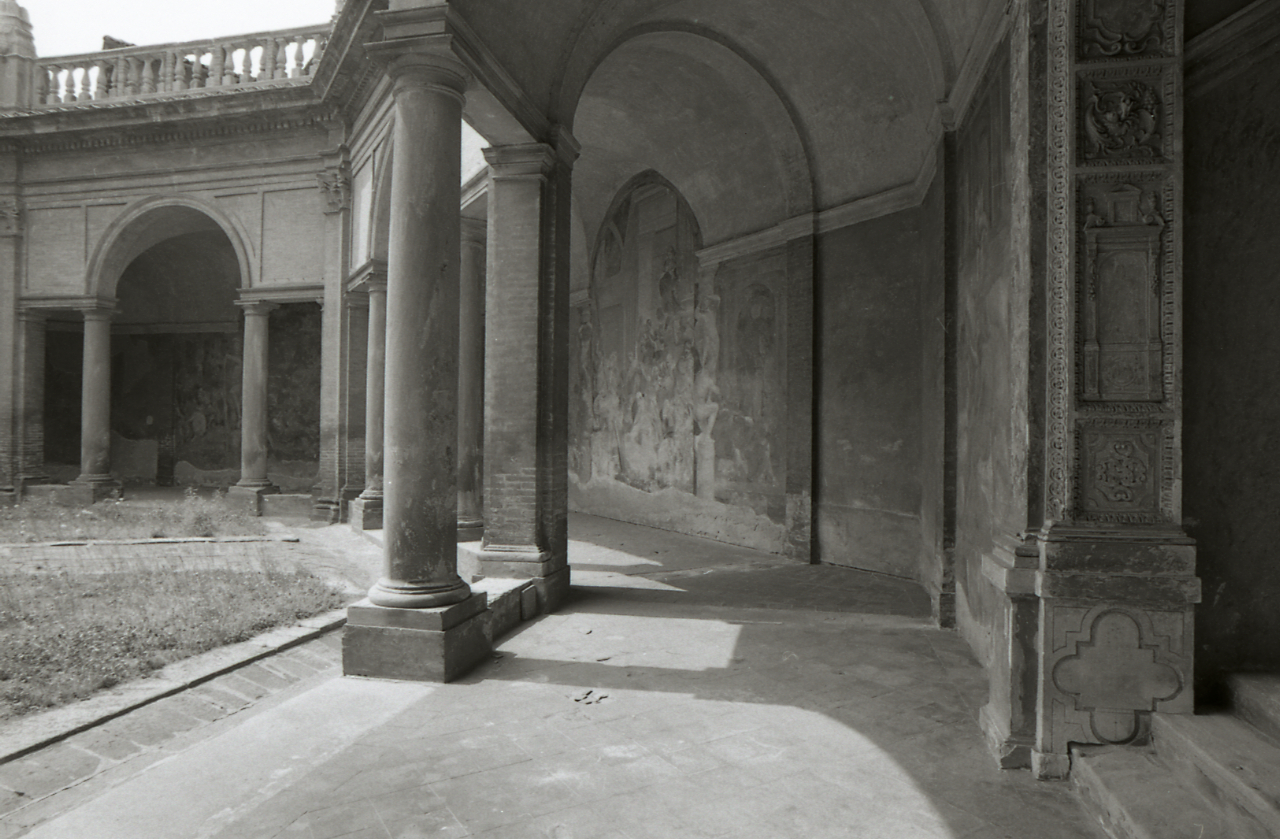
Fresques de Carracci dans le cloître en 1971.
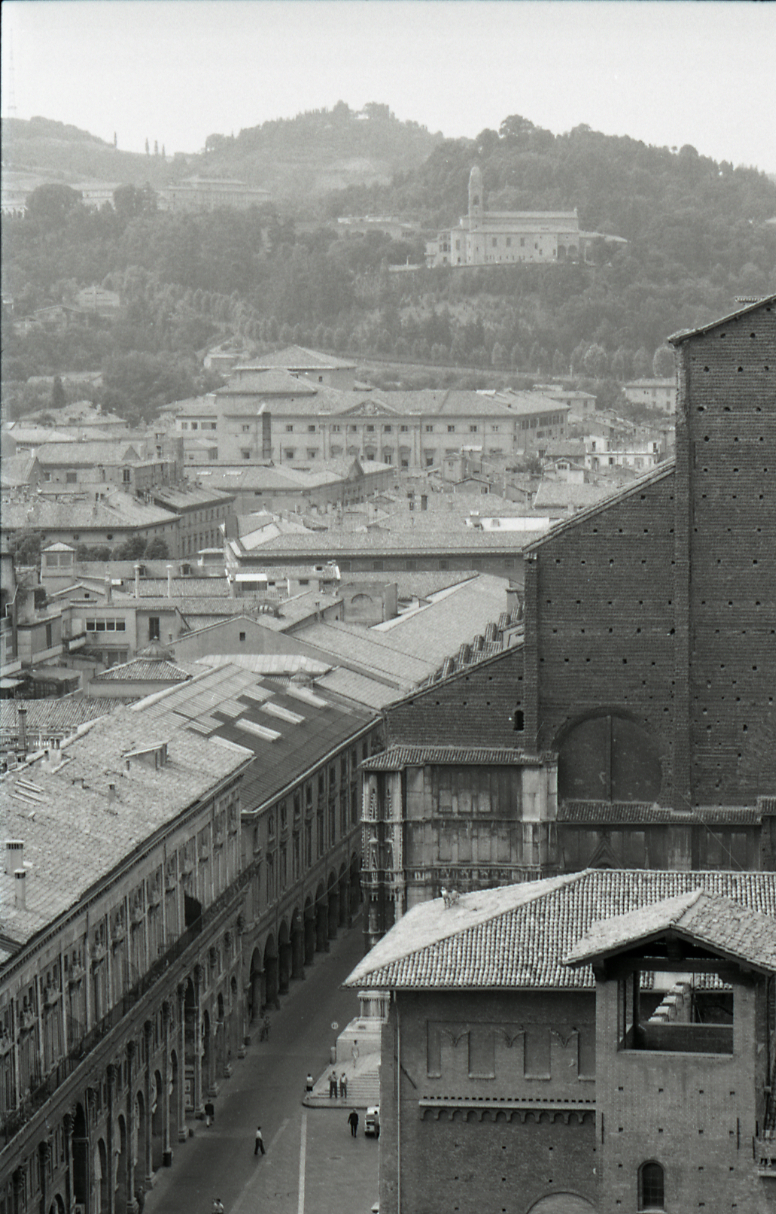
Le complexe vu du centre de Bologne en 1969.